# Zelenodolsk (Rusland)
Zelenodolsk (Russisch: Зеленодольск, Zelenodolsk; Tataars: Яшел Үзән of Yäşel Üzän; Mari: Парат, Parat) is een stad in het noordwesten van de Russische autonome republiek Tatarije. Bij de Russische volkstelling van 2002 had de stad 100.139 inwoners. Zelenodolsk ligt aan de Wolga, en is een belangrijke overslagplaats voor Tatarije. De bevolking is de stad is overwegend islamitisch, en heeft sinds 1981 een moskee.

## Geboren
- Andrej Larkov (1989), langlaufer
- Dina Garipova (1991), zangeres

Bestuurlijk centrum: Kazan

Agryz · Almetjevsk · Aznakajevo · Bavly · Boegoelma · Boeinsk · Bolgar · Jelaboega · Laisjevo · Leninogorsk · Mamadysj · Mendelejevsk · Menzelinsk · Naberezjnye Tsjelny · Nizjnekamsk · Noerlat · Tetjoesji · Tsjistopol · Zainsk · Zelenodolsk